# Ромен Ели
Ромѐн Елѝ (на френски: Romain Elie, роден на 4 март 1985 г.) в град Бове, Франция е френски професионален футболист, играещ като защитник. Висок е 180 см. От лятото на 2012 г. се състезава за Левски (София).